# Vrtky
Vrtky (německy Wrtka) je malá vesnice, část obce Všelibice v okrese Liberec. Nachází se asi tři kilometry jižně od Všelibic. Vrtky leží v katastrálním území Přibyslavice o výměře 3,34 km².

## Historie
První písemná zmínka o vesnici pochází z roku 1748.